# Salmon Cove
Salmon Cove es un pueblo canadiense situado en la provincia de Terranova y Labrador.

## Superficie
Salmon Cove tiene una superficie de 4,21 km².

## Demografía
En 2021, tenía 764 habitantes, una densidad poblacional de 181,6 hab./km², y 393 viviendas.